# Ni Ni
Ni Ni (Nanquim, 8 de agosto de 1988) é uma atriz chinesa conhecida internacionalmente por representar a personagem "Yu Mo" no filme de 2011 Flores do Oriente, dirigido por Zhang Yimou. Ni Ni formou-se na Communication University of China especializando-se em artes cénicas.

## Carreira
Ni Ni teve a sua primeira participação em 2011 no filme Flores do Oriente, dirigido por Zhang Yimou, actuando enquanto personagem principal (Yu Mo). Uma vez que o filme revertia a acontecimentos ocorridos em 1937 na região de Nanjing, Zhang optou por enquadrar uma atriz nativa da mesma localidade, enquadrando-a como uma das personagens centrais do filme. Tendo sido elegida para participar no célebre filme de Zhang, Ni Ni tornou-se uma nova estrela dos cinemas, tal como Gong Li e Zhang Ziyi, recebendo inúmeros elogios e por isso tornando-se famosa.

## Filmografia

### Cinema
| Ano  | Filme                                  | Personagem        | Notas |
| ---- | -------------------------------------- | ----------------- | ----- |
| 2011 | Flores do Oriente 金陵十三钗           | Yu Mo             |       |
| 2013 | Redemption 杀戒                        | Jiang Yue         |       |
| 2013 | Love Will Tear Us Apart 我想和你好好的 | Miaomiao          |       |
| 2013 | Up in the Wind 等风来                  | Cheng Yumeng      |       |
| 2014 | Frota do Tempo 匆匆那年                | Fang Hui          | [ 4 ] |
| 2015 | Bride Wars 新娘大作战                  | Ma Li             |       |
| 2016 | O Portal do Guerreiro 勇士之門         | Su Lin            |       |
| 2016 | Suddenly Seventeen 28岁未成年          | Liang Xia         |       |
| 2017 | Wu Kong 悟空传                         | Ah Zi             |       |
| 2017 | The Thousand Faces of Dunjia 奇门遁甲  | Libélula de metal |       |
| 2019 | Savages 雪暴                           | Sun Yan           |       |
| 2020 | Shock Wave 2 拆弹专家2                 |                   |       |

### Televisão
| Ano  | Filme                           | Personagem            | Notas |
| ---- | ------------------------------- | --------------------- | ----- |
| 2018 | O Avanço da Fênix 天盛长歌      | Feng Zhiwei/Wei Zhi   | [ 5 ] |
| 2019 | Love and Destiny 三生三世宸汐缘 | Ling Xi/Lin Mo (A'mo) | [ 6 ] |